# Strofa ambrozjańska
Strofa ambrozjańska – strofa czterowersowa, występująca we wczesnochrześcijańskich łacińskich hymnach napisanych przez świętego Ambrożego z Mediolanu, biskupa, lub tradycyjnie mu przypisywanych. Każdy wers zwrotki ma postać ośmiozgłoskowego dymetru (według nowożytnej miary czterostopowca) jambicznego.
Aeterne rerum conditor,
noctem diemque qui regis,
et temporum das tempora,
ut alleves fastidium;
(św. Ambroży, Aeterne rerum conditor)